# Ophthalmapseudes acutirostris
Ophthalmapseudes acutirostris är en kräftdjursart som beskrevs av Franz Ewald Theodor Bachmann och Sach. -kowat. 1965. Ophthalmapseudes acutirostris ingår i släktet Ophthalmapseudes och familjen Anthracocarididae. Inga underarter finns listade i Catalogue of Life.